# Symplocos ovatilobata
Symplocos ovatilobata là một loài thực vật có hoa trong họ Dung. Loài này được Noot. miêu tả khoa học đầu tiên năm 1975.